# St. Bartholomäus (Kettig)

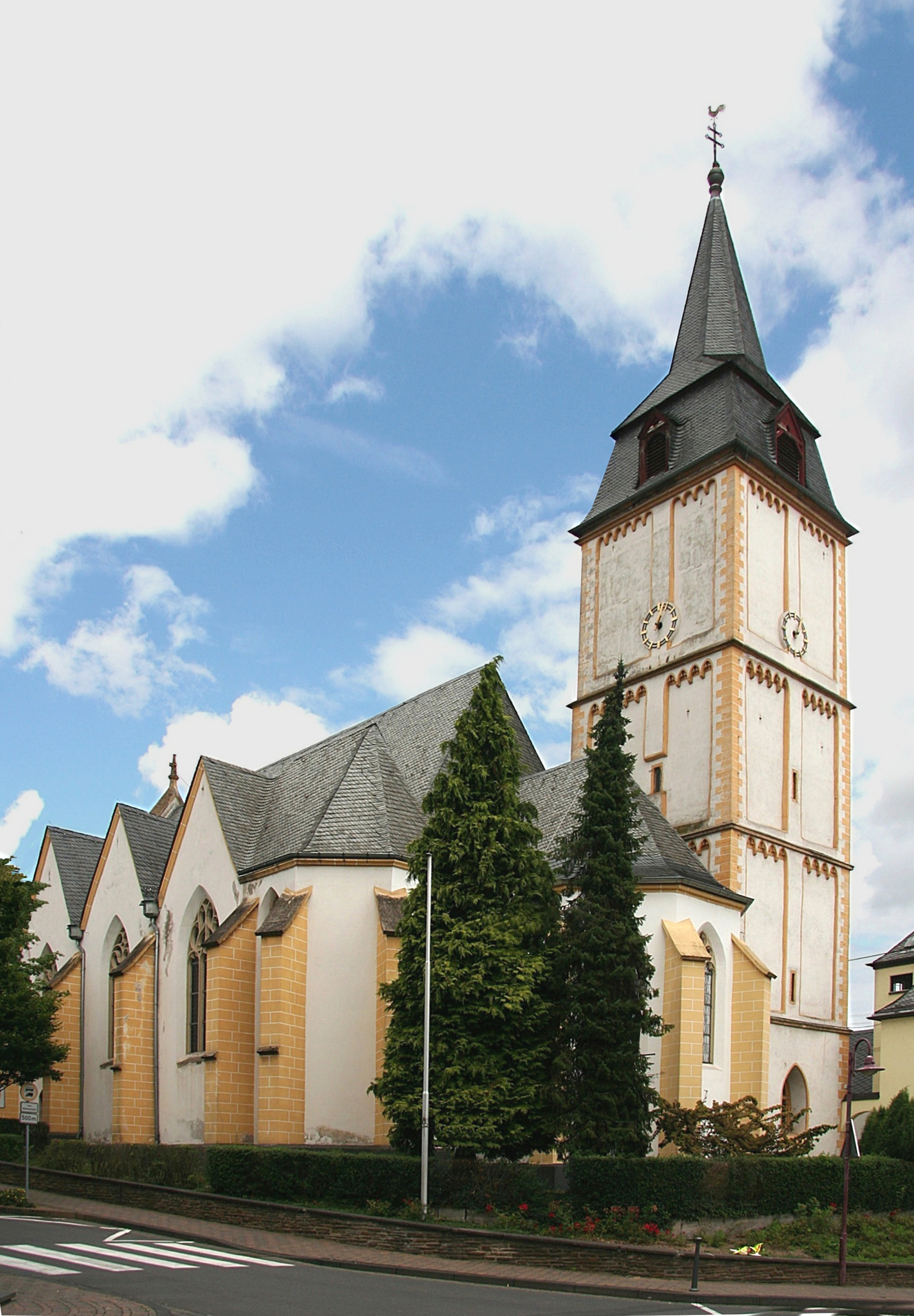
St. Bartholomäus, Kettig (2009)

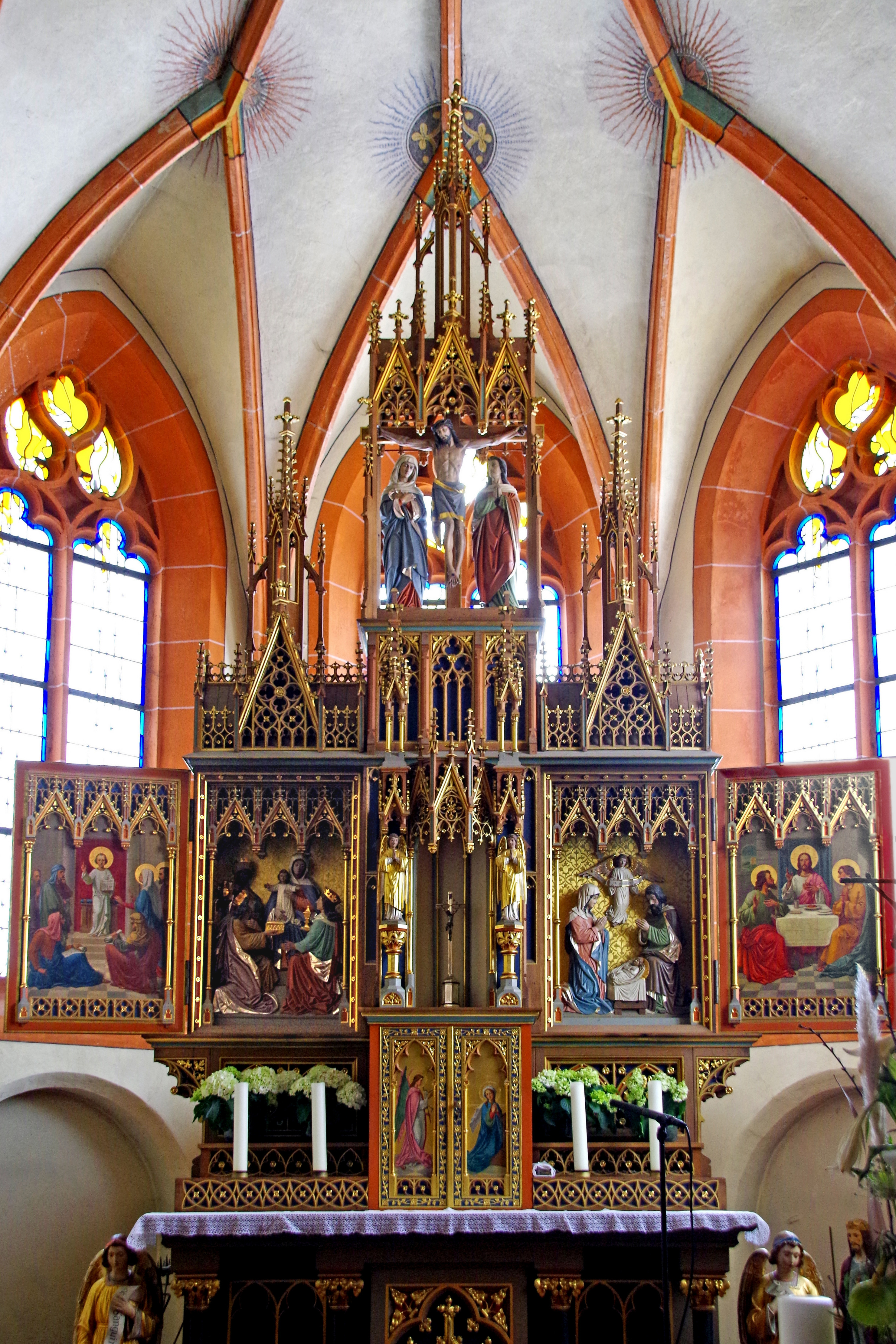
Hochaltar

St. Bartholomäus ist die römisch-katholische Kirche der Gemeinde Kettig im Landkreis Mayen-Koblenz. Sie steht an der Ecke von Andernacher und Weißenthurmer Straße. Schutzheiliger ist der Apostel Bartholomäus, zweiter Schutzpatron der heilige Sebastian. Seit 1988 steht die Kirche unter Denkmalschutz. Am 1. Januar 2023 wurde St. Bartholomäus in die Großpfarrei Heilig Geist eingegliedert, die die bis dahin selbstständigen Pfarreien in der Verbandsgemeinde Weißenthurm zusammenfasst.

## Geschichte und Baubeschreibung

### 13. bis 19. Jahrhundert
Eine Pfarrkirche in Kettig ist 1204 erstmals urkundlich erwähnt; ein noch früherer Ursprung wird vermutet. Der Baubeginn von Kirchenschiff, Chor und Turm des vorhandenen Gebäudes ist in der Zeit um 1470 anzunehmen, um 1500 wurde das Seitenschiff angebaut und die ursprüngliche Südwand durch spitzbogige Scheidarkaden mit achteckigen Säulen ersetzt. Aus dem Jahr 1723 wird von Arbeiten am Turm berichtet, die wahrscheinlich die barocke Mansardenhaube mit dem aufgesetzten Spitzhelm betreffen. 1899 wurde die Kirche nach Westen hin verlängert. Im selben Jahr wurden außerdem die Sakristei und der Aufgang zum Turm verändert, um das von Heinrich Zilliken, Münstermaifeld, gebaute Uhrwerk der ersten Kettiger Turmuhr aufstellen zu können.

### Beschädigung im Zweiten Weltkrieg und Restaurierungen
Der Bombenabwurf auf Kettig am 29. Dezember 1944 zog auch die Kirche in Mitleidenschaft; unter anderem wurden die Buntglasfenster zerstört. Überdauert haben nur drei Fenster im Bereich der Orgelempore von 1892, ein schmales mit einem Ornament, die beiden anderen mit Darstellungen der heiligen Cäcilia sowie Jakobus des Älteren. 1954 wurde das Dach neu eingedeckt und 1957 der Innenraum renoviert. Weitere Renovierungen folgten in den Jahren 1973/74 und 1987/88 sowie 1996. Die Renovierung von 1996 war nach dem Erdbeben von Roermond am 13. April 1992 nötig geworden. In Verbindung mit der Beseitigung der Mauerschäden wurde die Kirche neu ausgemalt. Im Jahr 2009 wurde eine umfassende Sanierung der Gebäudehülle erforderlich. Bei den Arbeiten 1973/74 wurde durch Zufall in einer Nische des Seitenschiffs ein Fresko freigelegt, das die drei Frauen am Grab Jesu zeigt: Maria von Magdala, Maria, die Mutter des Jakobus, und Salome (Mk 16,1–6 ). Das Bild stammt wahrscheinlich aus dem frühen 16. Jahrhundert.

### Architektur
Das Kirchengebäude besteht aus verputztem Bruchsteinmauerwerk mit Strebepfeilern an den Außenwänden. Es ist ein zweischiffiger Bau im Stil der Gotik mit am Hauptschiff nach rechts versetztem Chor mit Fünfachtelschluss. Das Seiten- oder Nebenschiff hat eine kleinere Apsis. Nördlich in der Ecke zwischen Hauptschiff und Chor steht der Turm mit Eckquaderung aus Basaltlava und Tuff. Das Hauptschiff ist im Lichten 22 Meter lang und 12 Meter breit, das Seitenschiff 12 Meter und 4,35 Meter, der Hauptchor 8,38 Meter lang, die seitliche Apsis 3,60 Meter. Die Turmhöhe beträgt 35 Meter. Die Decke des Langhauses beziehungsweise Hauptschiffs wurde im Laufe der Zeit mindestens einmal erneuert. Zunächst war es wahrscheinlich eine Flachdecke, bevor eine Barockdecke eingezogen wurde. Der Chor hat ein Sterngewölbe, das Seitenschiff ein Netzgewölbe. Die Konsolen der Dienste sind mit Engelshalbfiguren und Halbfiguren des Apostels Petrus sowie drei Propheten gestaltet. Die Schlusssteine der Gewölbe tragen unter anderem das Wappen des Kurfürsten und Erzbischofs Johann II. von Baden und eine Hausmarke, die möglicherweise dem Baumeister der Kirche zuzuordnen ist.
Der Haupteingang ist an der Giebelseite im Westen; einen Nebeneingang gibt es im dritten Joch des Seitenschiffs.
Das Äußere der Kirche wird an der Südwestseite von den kleinen Giebeldächern über den Fenstern des Seitenschiffs bestimmt. Das Hauptschiff hat zweiteilige Maßwerkfenster. Der viergeschossige Turm ist durch Eck- und Mittellisenen sowie Spitzbogenfriese und einen Rundbogenfries unter dem Obergeschoss gegliedert. Die Mittellisenen des zweiten und dritten Geschosses haben schmale Lichtschlitze, Schallöffnungen sind in der Dachhaube.

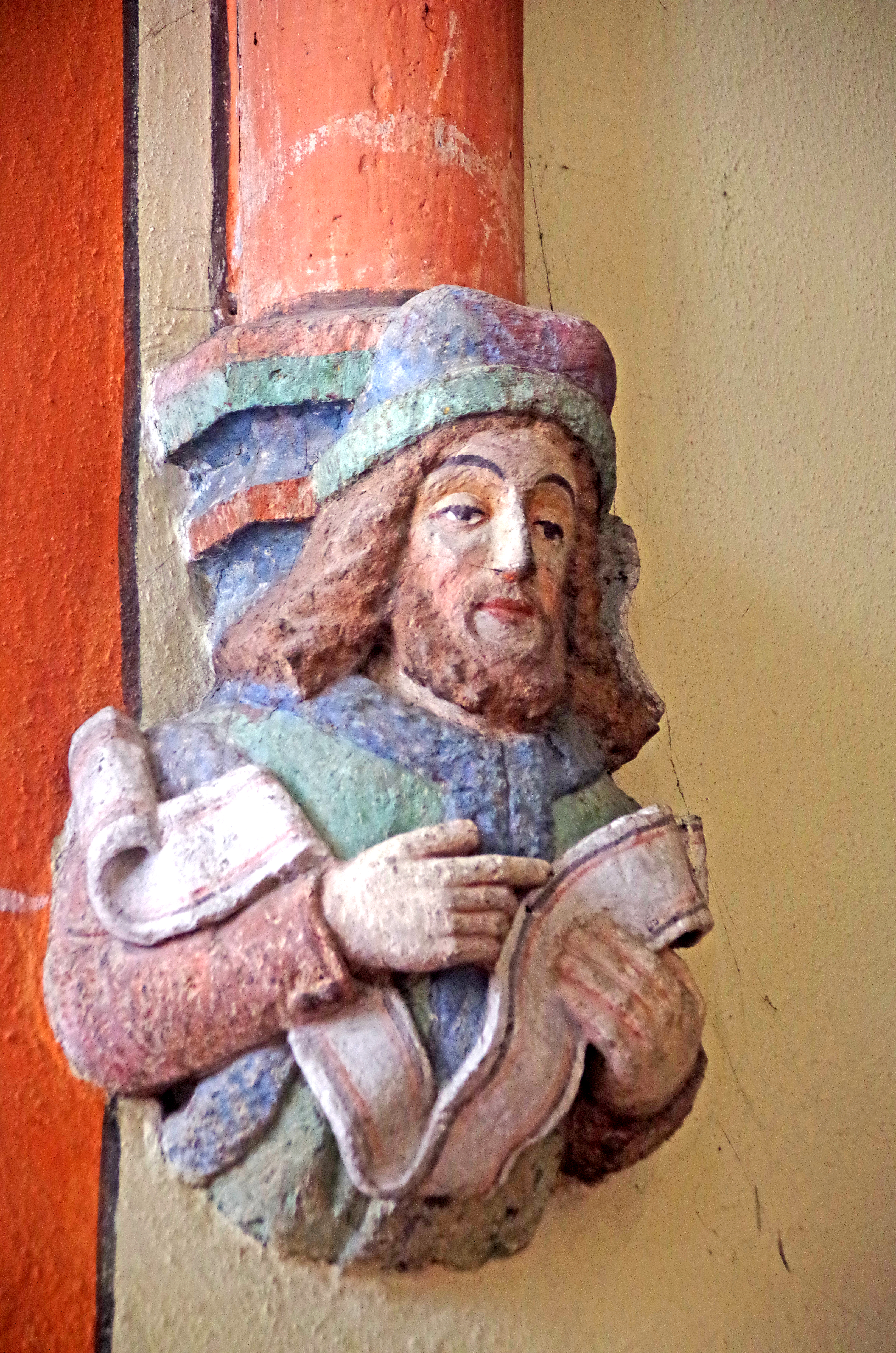
Konsolenfigur
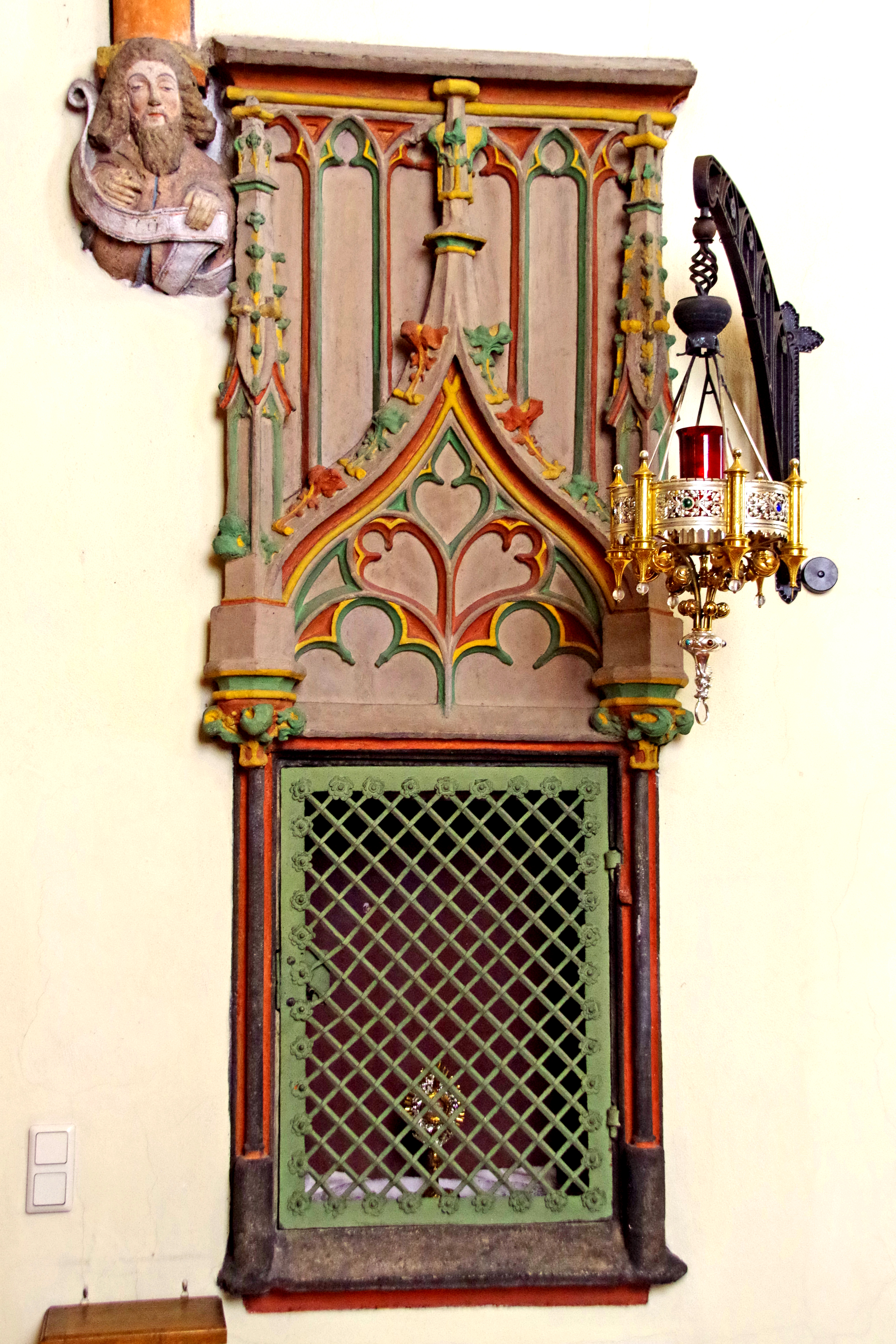
Sakramentsnische
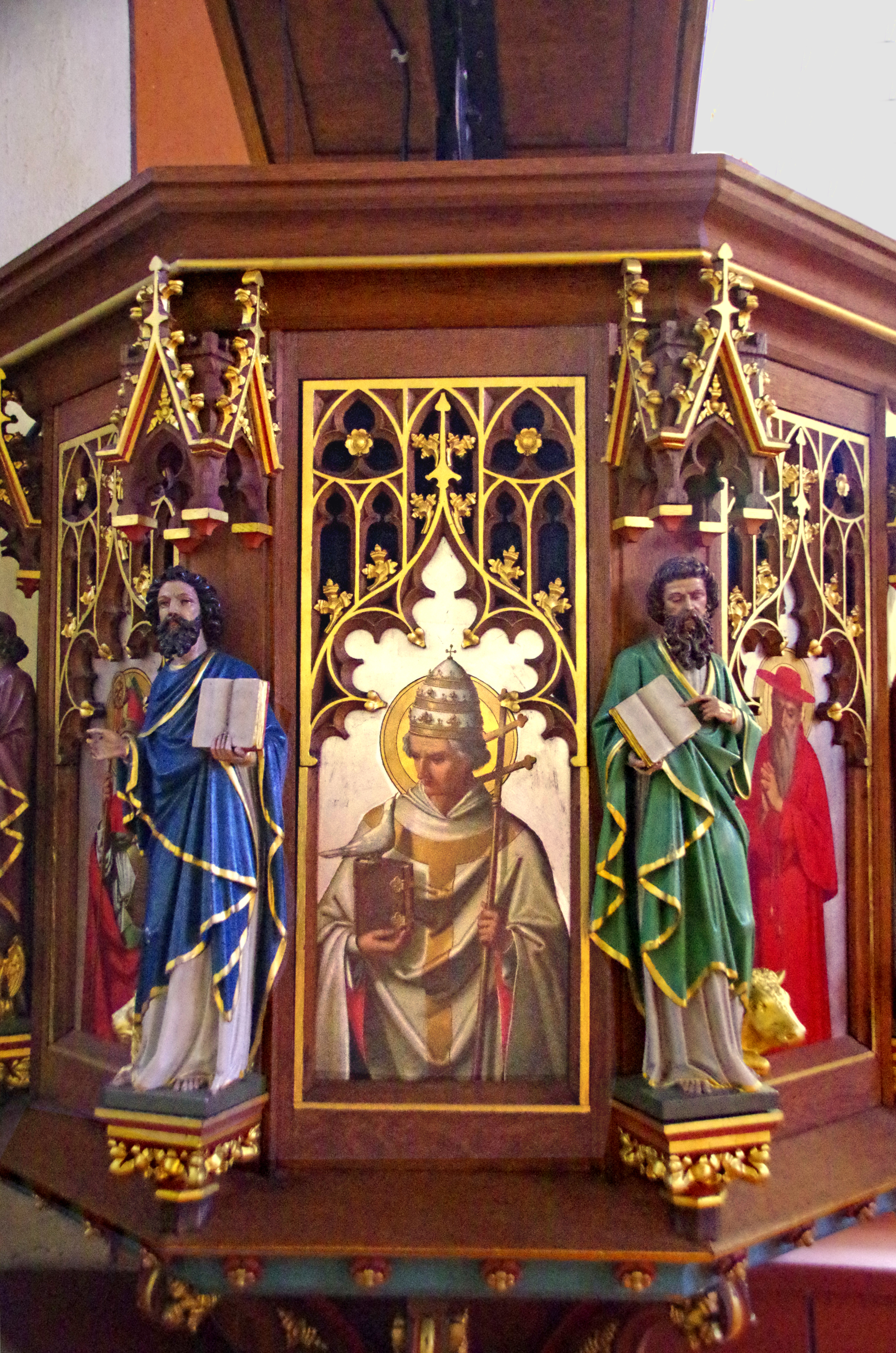
Ambo
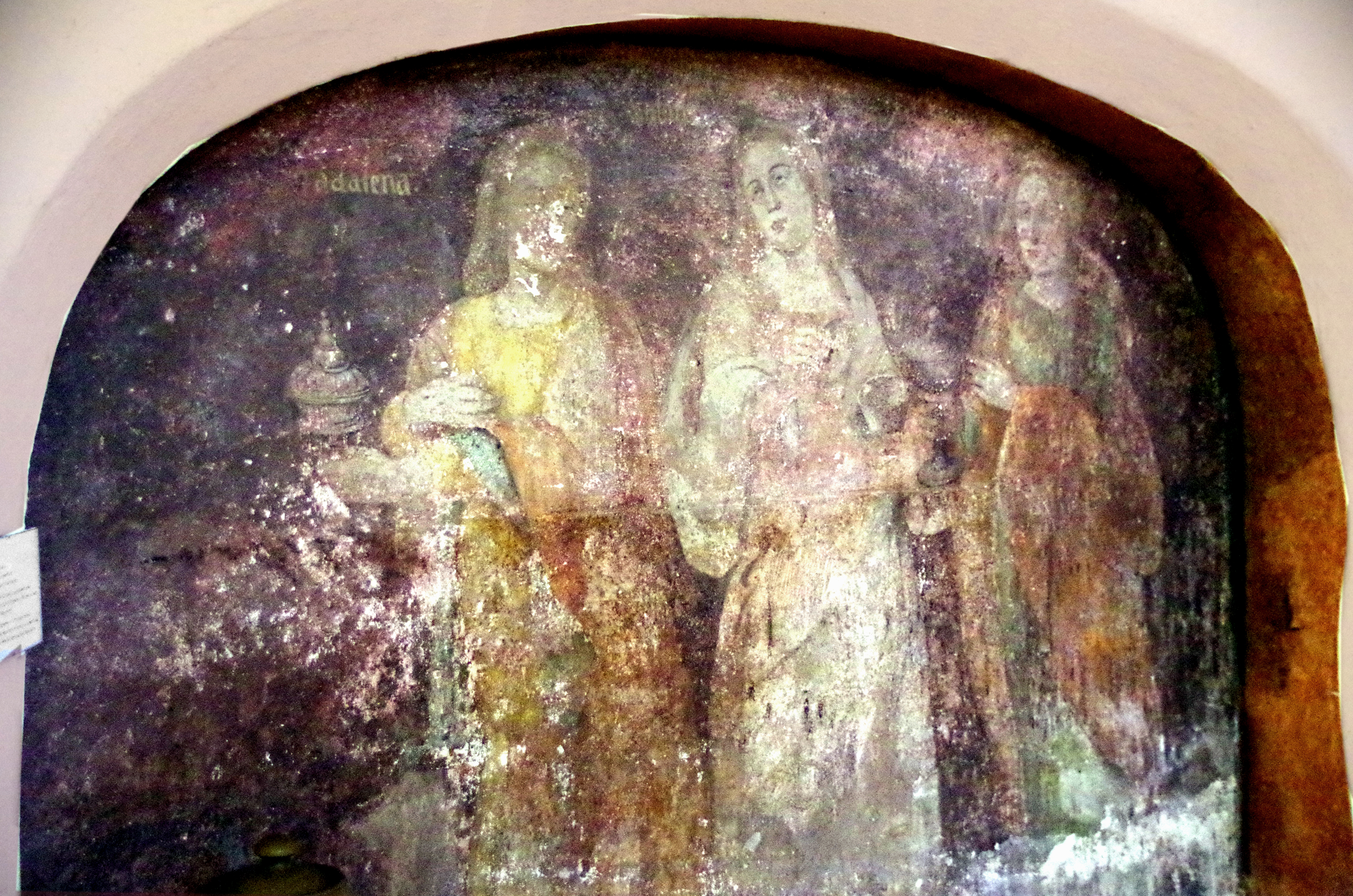
Fresko Frauen am Grab
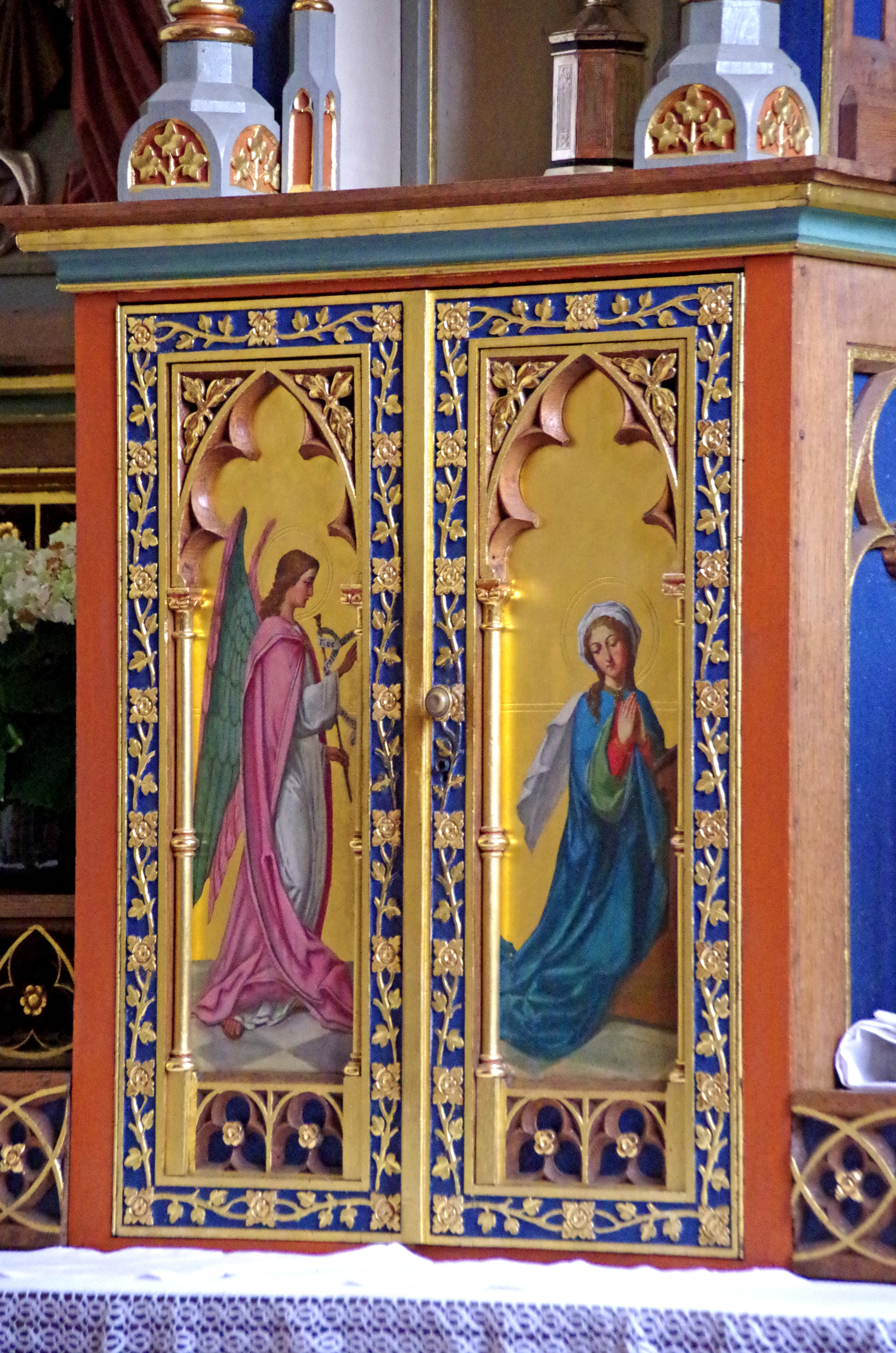
Tabernakeltüren

## Ausstattung

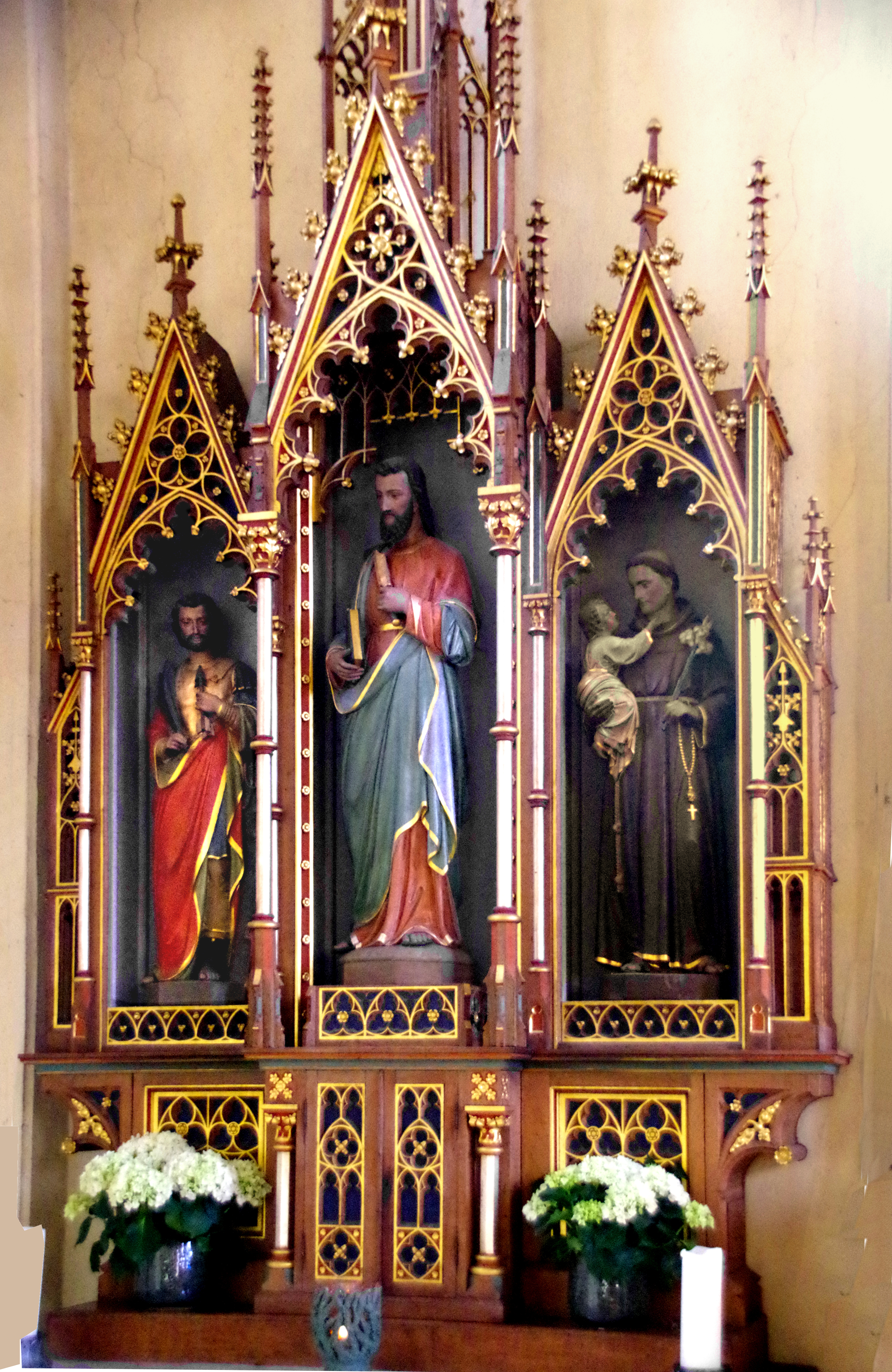
Bartholomäusaltar

### Altäre und Kanzel
Ein Hochaltar wurde in den Urkunden 1779 erstmals erwähnt und mit schwerfälligem Aufbau und großem Kreuz des „ehemaligen Kreuzaltars“ beschrieben. Im April 1899 wurde er abgerissen und im Oktober 1899 durch einen Flügelaltar im neugotischen Stil ersetzt. Das Kreuz des alten Altars blieb erhalten und wurde als Missionskreuz im Langhaus aufgehängt. Die Tabernakeltüren des Hochaltars zeigen die Verkündigung des Herrn durch den Erzengel Gabriel. Reliefs in den feststehenden Teilen des Retabels zeigen rechts die Geburt Jesu, links die Anbetung der Könige. Im Gemälde des linken Flügels ist der zwölfjährige Jesus im Tempel ((Lk 2,41ff )), im rechten Flügel der auferstandene Jesus mit den Jüngern in Emmaus dargestellt. Außen sind auf die Flügel die Apostel Petrus und Matthias sowie die heilige Agnes und die heilige Margaretha aufgemalt. Oben unter dem Gesprenge steht eine Kreuzigungsgruppe. Der Altartisch wird von Engelsfiguren flankiert. Der Altaraufsatz ist ein Werk des Koblenzer Bildhauers Wilhelm Mayr. Die Tabernakeltüren waren 1974 nach einem Entwurf des Pfarrers Karl Seul für kurze Zeit durch „moderne“ ersetzt worden; Seuls Nachfolger Günter Weber ließ die besser zum Stil des Altars passenden Türen wieder anbringen.
Die Seitenaltäre – sowohl der Marienaltar in der Apsis des Seitenschiffs als auch links im Hauptschiff der Bartholomäusaltar – entsprechen im Stil dem Hochaltar. Sie stammen ebenfalls aus dem Jahr 1899.
Im Mittelteil des Marienaltars steht eine Madonna mit dem Jesuskind. Links findet sich in einem Relief die zweite Darstellung der Verkündigung des Herrn, das Bild des Engels Gabriel mit Maria. Der Engel sagt ihr, dass sie den Sohn Gottes gebären werde (Lk 1,26–38 ). Das rechte Relief zeigt die Begegnung der schwangeren Maria mit ihrer Cousine Elisabeth, die ebenfalls ein Kind erwartet (Lk 1,39–40 ), Johannes den Täufer. Vor dem Marienaltar steht der Taufstein aus dem 18. Jahrhundert; er ist aus Marmor und etwa 1,10 Meter hoch.
Der wie die anderen Altäre bzw. deren Aufsätze aus Holz gearbeitete Bartholomäusaltar ist reich mit Kreuzblumen und Krabben verziert. In der mittleren Altarnische steht eine Statue des heiligen Bartholomäus, in der Nische links der heilige Sebastian und rechts der heilige Antonius von Padua. Bartholomäus war einer der zwölf Apostel. In der Figur, die aus dem früheren Bartholomäusaltar stammt (spätes 17. Jahrhundert?), ist er mit dem Schindermesser dargestellt, das auf die Art seines Martyriums hindeutet. Die Darstellung des heiligen Sebastian mit Rüstung und Umhang ist ungewöhnlich, die Attribute Märtyrerpalme und Pfeil identifizieren ihn jedoch. Antonius von Padua in der Kutte der Franziskaner trägt auf dem rechten Arm das Jesuskind und in der linken Hand hält er eine Lilie als Zeichen der Reinheit. Diese beiden Statuen standen früher auf dem 1892 entfernten Sebastianusaltar, einem kleinen Altar zuletzt an einer der Säulen zwischen Hauptschiff und Seitenschiff, von dem es heißt, dass er morsch geworden war.
Links im Chorraum, an der Wand zum Turm, ist die Sakramentsnische mit altem Eisengitter erhalten, darüber ein Kielbogen mit Blendmaßwerk und an den Seiten Fialen. Es wird angenommen, dass die Sakramentsnische aus der Zeit um 1300 stammt, als es in der Kirche noch keinen Altar mit Tabernakel gab. Das Ewige Licht rechts neben der Sakramentsnische ist von 1892.
Seit August 1974 steht im Chorraum vor dem Hochaltar ein Zelebrations- oder Volksaltar. Er ist aus Tuff und Basalt, verziert mit Teilen der ehemaligen Kommunionbank aus Holz.
Die 1901 von Wilhelm Mayr aus Koblenz geschaffene Kanzel wurde 1973 entfernt. Sie hing an der linken beziehungsweise nördlichen Wand des Langhauses. Der Kanzelkorb wurde zum Ambo umgearbeitet und im Chor aufgestellt. Genau wie die Kanzel wurde die Kommunionbank von 1891 entfernt.

### Skulpturen und Fenster
Im Chorraum stehen auf Konsolen an den Wänden vier aus Holz geschnitzte Barockfiguren des frühen 18. Jahrhunderts: St. Adelgund, St. Maria Magdalena, St. Aloisius und St. Nikolaus. Die Figuren sind etwa 80 Zentimeter hoch; 1974 wurden sie farblich neu gefasst. Das Missionskreuz, das 1,80 Meter große ehemalige Altarkreuz, wechselte im Laufe der Geschichte mehrmals seinen Platz. Seit 1973, nachdem die Kanzel entfernt war, hängt es an der Nordseite, also links im Langhaus zwischen den Bildern des Kreuzwegs. Diese Bilder sind auf Kupfer gemalt und in gotischen Rahmen aus Eichenholz gefasst. Sie wurden 1903 von der Kunstanstalt Franz Reyle, Düsseldorf, geliefert.
Die Fenster im Haupt- und im Seitenschiff sind – außer den im Krieg nicht zerstörten – Werke des Malers Rudolf Schillings aus dem Jahr 1953, ausgeführt von Binsfeld in Trier. Das erste Fenster im Hauptschiff ist ornamental gestaltet. Die folgenden zwei zeigen Elisabeth von Thüringen und Katharina von Alexandrien sowie Petrus und Paulus, das vierte zeigt wieder die ornamentale Gestaltung, die auch den Hintergrund der figürlichen Darstellungen bildet.
Das gleiche Ornament wird im Seitenschiff wiederholt, zunächst im ersten schmalen Fenster, dem Bilder von Christophorus, Maria Königin und ein weiteres ornamentales Fenster folgen. Die vorherrschenden Farbtöne sind Blau und Rot. Trotzdem harmonieren sie mit den alten Fenstern, die in Stil und Farbe abweichen. Die Chorfenster gestaltete Stephan Quappe Steffen. Sie enthalten keine figürlichen Darstellungen, sind im Wesentlichen grau und in den Maßwerken ornamental orange und gelb. Sie wurden 1995 eingebaut.

### Orgel

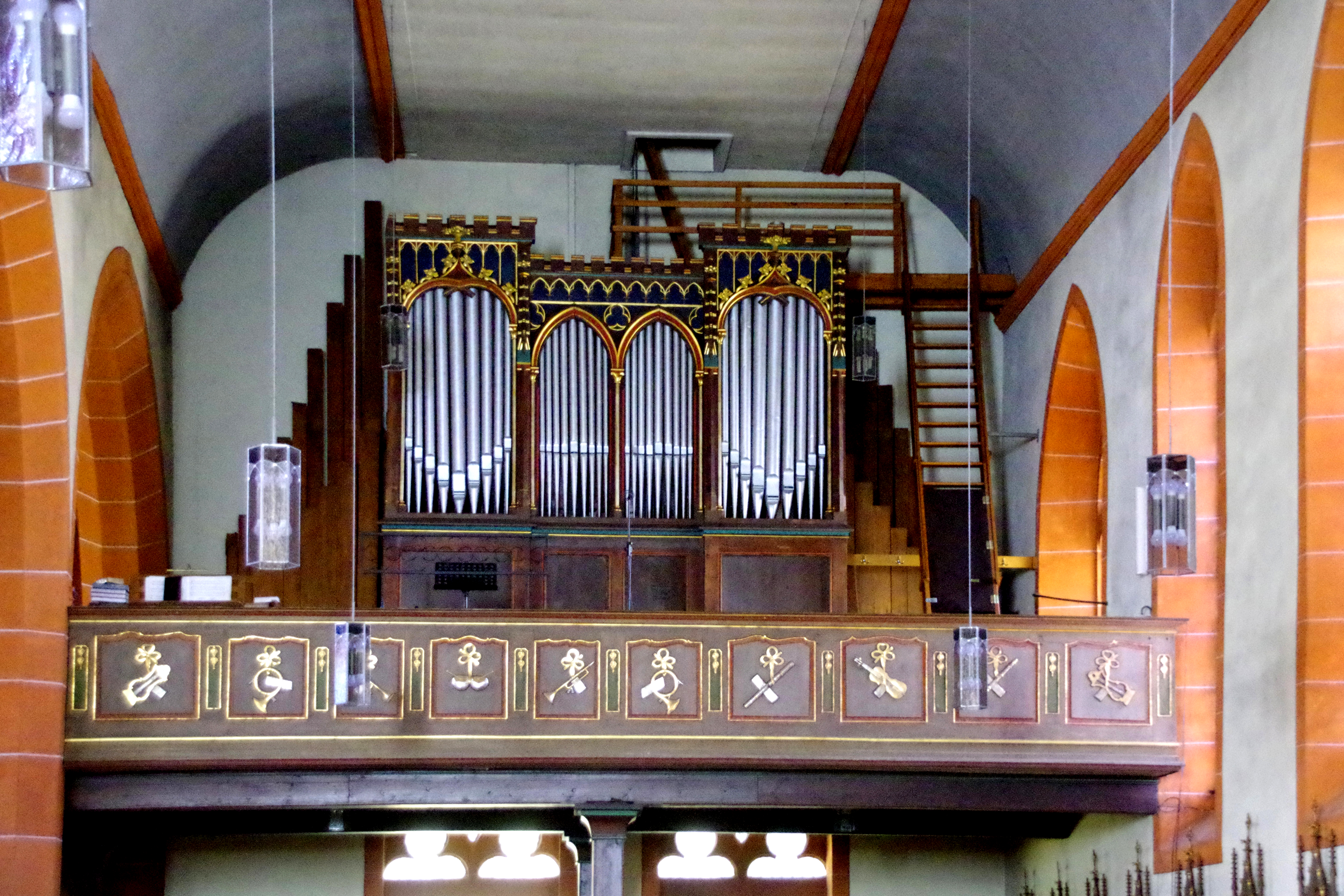
Orgelempore mit Gerhardt-Orgel (1899)

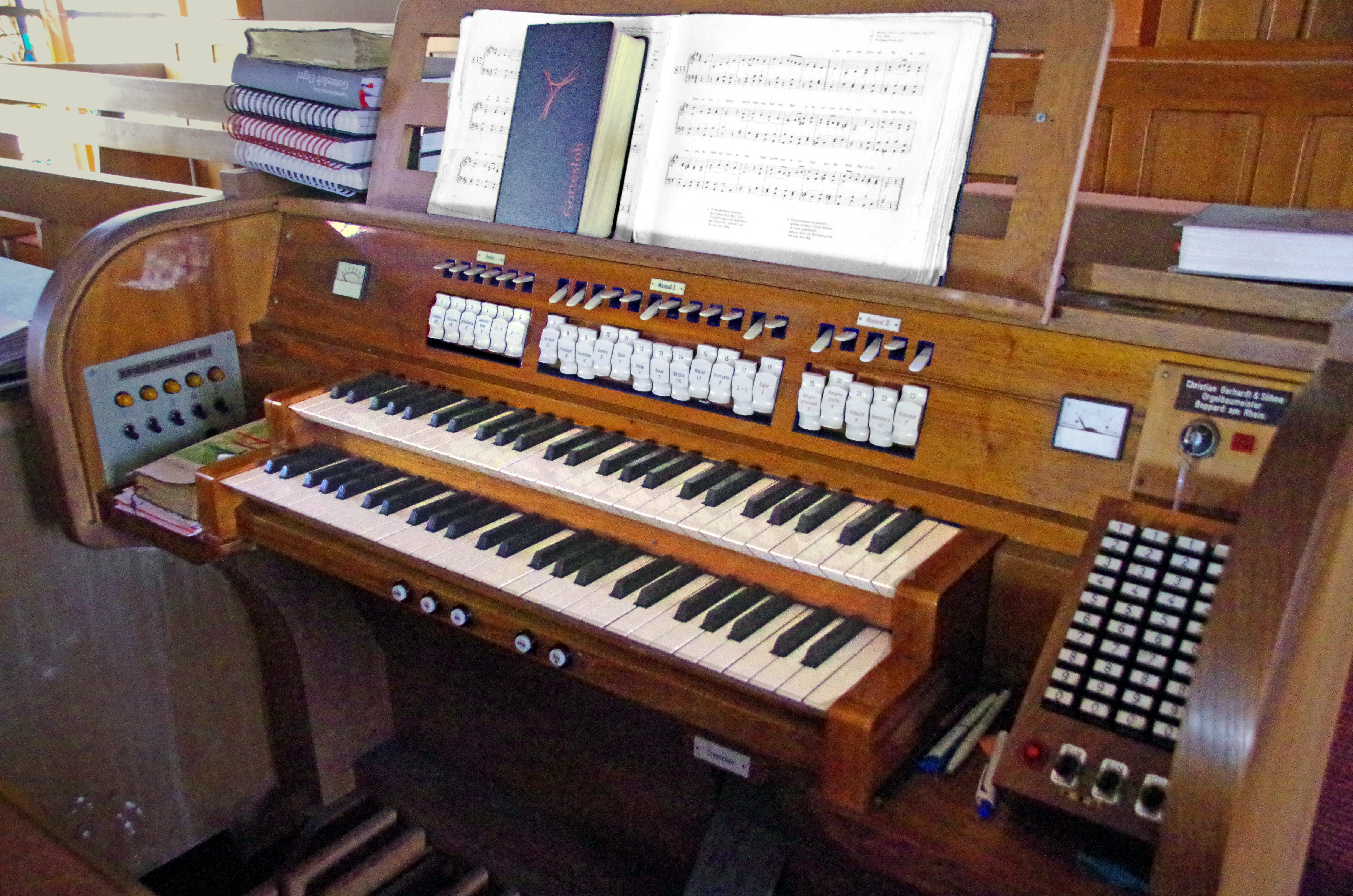
Spieltisch

Die wahrscheinlich erste Orgel wurde um 1770 eingebaut; 1774 erhielt der Ludimagister (Schulmeister) für die Orgel 3 Gulden, die 1768 noch nicht vorgesehen waren. Im Jahr 1791 wurde die Orgel ausdrücklich genannt. Mit einem Orgelbauer Weil aus Neuwied wurde 1842 ein Reparaturvertrag geschlossen.
Christian Gerhardt aus Boppard ersetzte 1899 das Instrument; am 18. April 1900 wurde die neue Orgel eingeweiht. Sie verfügte über 18 Register auf zwei Manualen und Pedal. Nach weiteren Umbauten hat sie heute 19 Register; die Disposition ist folgende:
| I Manual C–f3 |       |
| Bordun        | 16′   |
| Principal     | 8′    |
| Hohlflöte     | 8′    |
| Gamba         | 8′    |
| Oktav         | 4′    |
| Flöte         | 4′    |
| Oktav         | 2′    |
| Sifflöte      | 1 ⁄3′ |
| Mixtur IV     |       |
| Trompete      | 8′    |

| II Manual C–f3  |    |
| Geigenprincipal | 8′ |
| Gedackt         | 8′ |
| Weidenpfeife    | 8′ |
| Gemshorn        | 4′ |
| Principal       | 2′ |

| Pedal C–    |     |
| Subbass     | 16′ |
| Principal   | 16′ |
| Offenbass   | 8′  |
| Gedacktbass | 8′  |

- Koppeln: I Super, II/I, I/P, II/P
- Spielhilfen: Feste Kombinationen, Setzeranlage, Crescendowalze

### Glocken
Die erste Glocke in Kettig ist 1729 nachgewiesen, gegossen von Engelbert Crimel, Petrus Crimel aus Mayen. Am 22. August 1867 weihte Pfarrer Herbert-Joseph Bayerath eine – wie es heißt – neue Glocke. Ob sie die alte ersetzte oder ergänzte, ist nicht überliefert. In der Chronik von 1904 heißt es, dass die kleinste Glocke „schon seit 20 Jahren unbrauchbar“ war und die dritte ebenfalls zersprungen sei. 1905 lieferte die Glockengießerei Otto zwei neue. Die erste, dem Kirchenpatron Bartholomäus gewidmete Glocke mit Schlagton d war 32,3 Zentner schwer, die zweite mit Schlagton a 9,70 Zentner. Das Geläut bestand seitdem aus vier Glocken mit den Tönen d–e–fis–a.
In den Jahren 1916/17 mussten drei Glocken für Kriegszwecke abgegeben werden. Nur die e-Glocke von 1729 durfte als „Löschglocke“ im Turm bleiben. Auch die zinnernen Prospektpfeifen der Orgel wurden 1917 an die „Kriegsgesellschaft“ abgeliefert. „Trotz schwieriger Wirtschaftslage“, heißt es im Kirchenbuch, „fand am 11. Dezember 1921 die Weihe der zwei neuen Glocken statt.“ 1926 lieferte die Glockengießerei Mabilon aus Saarburg eine des-Glocke zur Komplettierung des Geläuts, Schlagton dis. Glockenweihe war am 24. Januar 1926.
Im Zweiten Weltkrieg wurden wieder drei Glocken eingezogen – wahrscheinlich in der zweiten Hälfte des Jahres 1944. Auch diesmal blieb nur die alte Glocke von 1729 verschont. Die erste neue Glocke lieferte 1948 die Glockengießerei Aug. Mark & Sohn aus Brockscheid in der Eifel. Drei weitere Glocken kamen 1952 vom Bochumer Verein, die schwerste mit einem Gewicht von 1775 kg, Schlagton cis, die nächste 656 kg, Schlagton fis, und die kleinste 362 kg, Schlagton a. Diese Glocken sind aus Stahl, die älteren aus Bronze. Das Geläut bestand fortan aus fünf Glocken und erhielt eine elektrische Läuteanlage. Das Klangbild wurde als nicht harmonisch empfunden und deshalb 1964 die Glocke von 1948 durch eine neue ersetzt. Die ersetzte Glocke übernahm die Zivilgemeinde als Friedhofsglocke.